# Egglham
Egglham település Németországban, azon belül Bajorországban. Lakosainak száma 2353 fő (2023. december 31.). Egglham Dietersburg, Bad Birnbach, Aidenbach, Beutelsbach, Haarbach, Amsham és Hirschbach községekkel határos.

## Népesség
A település népessége az elmúlt években az alábbi módon változott:
| Lakosok száma | 1226 | 1469 | 1990 | 2195 | 2374 | 2395 | 2369 | 2376 | 2349 | 2353 |
|               | 1871 | 1900 | 1950 | 1975 | 2011 | 2013 | 2015 | 2018 | 2021 | 2023 |